# 魔俠震天雷
《魔俠震天雷》，是一部1990年美國超級英雄電影，導演山姆·雷米。

## 概述
本作塑造出有別於以往以漫畫改編超級英雄電影人物，採取使用以暴制暴的行事作風。影片內容融合黑暗驚悚風格與科幻暴力，表現出強烈的視覺風格。

## 劇情
培頓是一位生化學博士，致力研究一種能讓皮膚再造的醫療科技。但是，這人造皮膚一旦在陽光下曝露100分鐘後，就會損壞變質。某日，他的律師女友茱莉將一份罪證文件留在實驗室內，導致歹徒前往追尋，不但將實驗室毀壞並將他整個人毀容。
雖然在這場意外中大難不死，但培頓卻因此體無完膚，更不敢與女友相認，唯有利用這項醫療科技來變換臉孔及身分。他選擇以暴治暴的手段，開始籌劃報復傷害他的歹徒……

## 演員
- 連恩·尼遜 飾 Peyton Westlake / Darkman
- 法蘭西絲·麥朵曼 飾 Julie Hastings
- 賴瑞·卓克 飾 Robert G. Durant
- 科林·弗萊爾斯 飾 Louis Strack Jr.

## 外部連結
- 魔俠震天雷（Darkman） （页面存档备份，存于），〈網路電影資料庫〉